# Miohippus
Genre
Miohippus (mot qui signifie « petit cheval ») (ses espèces sont communément appelées chevaux à trois doigts) est un genre fossile de cheval préhistorique qui a vécu dans ce qui est maintenant l'Amérique du Nord, de l'Éocène supérieur à l'Oligocène inférieur il y a environ 36 millions d'années. On croit qu'il a divergé de Mesohippus et que les deux espèces ont coexisté de quatre à huit millions d'années environ. Il est connu par quatre espèces, dont Miohippus acutidens et Miohippus validus.

## Description
Mesohippus a disparu avant le milieu de l'oligocène alors que Miohippus est devenu beaucoup plus grand que lui. Il pesait de 40 à 55 kg environ et était un peu plus grand que la plupart des ancêtres des chevaux de l'Éocène inférieur, mais encore beaucoup plus petit que les chevaux actuels, qui généralement pèsent environ 500 kg.
Plus grand que Mesohippus, Miohippus avait un crâne légèrement plus allongé. Sa fosse faciale était plus profonde et plus développée et l'articulation de ses chevilles légèrement différente. Miohippus possédait aussi sur ses molaires supérieures une crête supplémentaire de forme variable, qui lui procurait une plus grande surface pour mâcher un fourrage assez résistant. Cela devait devenir une caractéristique typique des dents chez les espèces équines qui ont suivi.
Miohippus avait deux formes, l'une était adaptée à la vie dans les forêts, tandis que l'autre continuait à vivre dans les prairies. La forme forestière a donné naissance à Kalobatippus (ou Miohippus intermedius), dont le deuxième et le quatrième doigts s'étaient à nouveau allongés pour lui permettre de se déplacer sur le sol plus meuble des forêts primitives. Kalobatippus a réussi à passer en Asie par l'isthme de Béring puis en Europe, où ses fossiles portaient autrefois le nom d'Anchitherium. On pense que Kalobatippus a évolué ensuite vers une forme connue sous le nom d'Hyohippus et qui a disparu vers le début du Pliocène.

## Liste des espèces
- M. anceps Marsh, 1874
- M. annectens Marsh, 1874 espèce type
- M. assiniboiensis Lambe, 1905
- M. condoni Leidy, 1870
- M. equiceps Cope, 1879
- M. equinanus Osborn, 1918
- M. gemmarosae Osborn, 1918
- M. gidleyi Osborn, 1904
- M. intermedius Osborn & Wortman, 1895
- M. longicristis Cope, 1878
- M. obliquidens Osborn, 1904
- M. primus Osborn, 1918
- M. quartus Osborn, 1918

## Paléoenvironnement

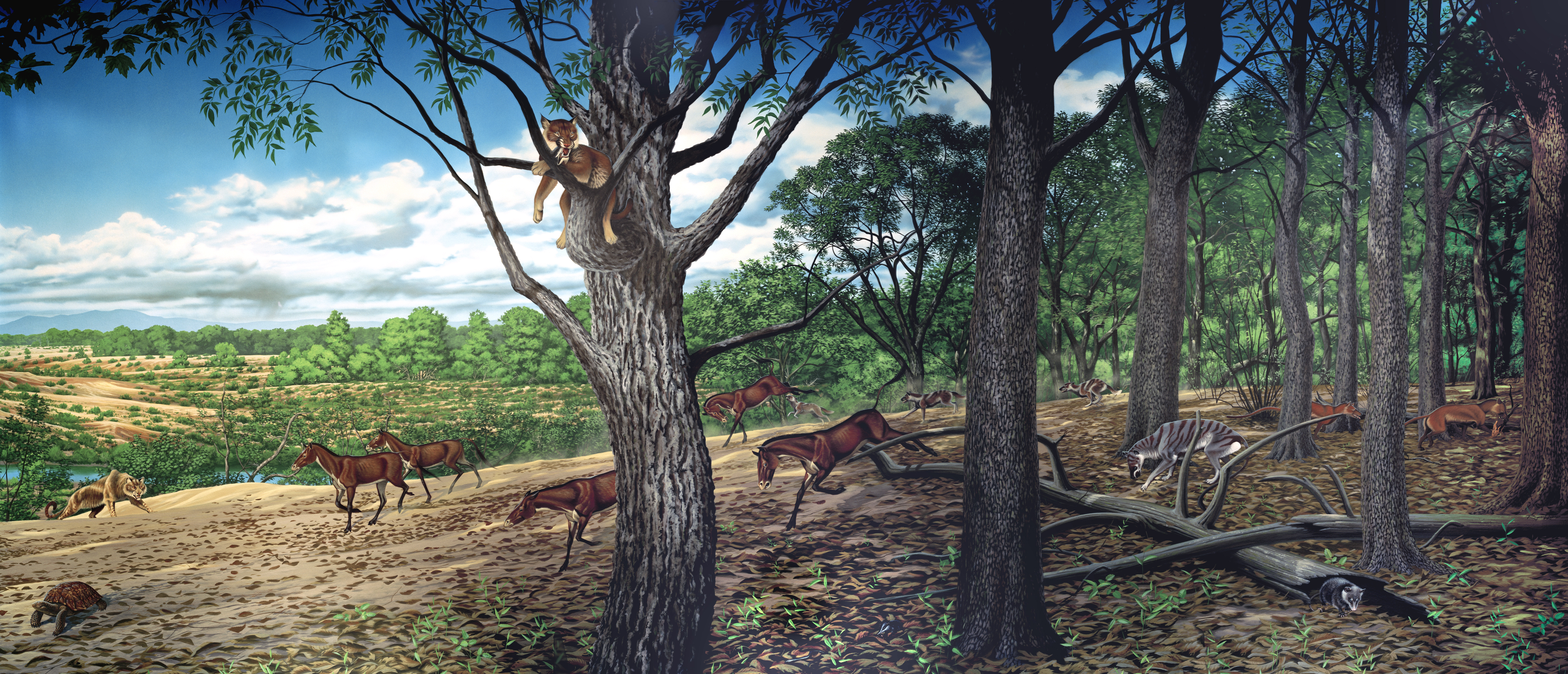
Environnement dans lequel Miohippus devait vivre. 3 juin 2010 Bureau of Land Management Oregon and Washington.

Miohippus devait vivre dans un environnement semblable à ce que l'on retrouve en Australie aujourd'hui avec des forêts sèches. Miohippus cotoyait des animaux comme Mesocyon, Hoplophoneus, Nimravus, Stylemys, Dolichorhinus, Presbyornis et bien d'autre...